# لنیرافون
لنیرافون (به انگلیسی: Llanyrafon) یک منطقهٔ مسکونی در بریتانیا است که در تورواین واقع شده‌است. لنیرافون ۳٫۰۲ کیلومتر مربع مساحت و ۳٬۲۳۹ نفر جمعیت دارد.